# Michèle Grellier
Pour les articles homonymes, voir Grellier.
Michèle Grellier est une actrice française née le 25 novembre 1938 dans le 14e arrondissement de Paris.

## Biographie
Michèle Louise Marthe Grellier naît en 1938 dans le 14e arrondissement de Paris.
Elle suit les cours au conservatoire national supérieur d'art dramatique (Promo 1957) avant d'être pensionnaire de la Comédie-Française (1957/1961).
Elle a une belle carrière théâtrale, mais elle doit ses plus grands succès à la télévision où elle fait merveille dans les rôles en costumes : Aurore de Nevers dans Lagardère, Catherine de Brie, Madame du Barry, Adrienne Lecouvreur, Marguerite Steinheil... Elle est également l'héroïne plus contemporaine de feuilletons comme Le Jeune Fabre ou Crise.
Quelques apparitions lumineuses au cinéma notamment dans Pot-Bouille de Julien Duvivier avec Gérard Philipe et Danielle Darrieux ; l'épouse assassinée de Jean-Louis Trintignant dans L'Agression de Gérard Pirès ou celle de Guy Marchand dans L'Hôtel de la plage (1977) de Michel Lang.
Elle a une fille du cascadeur Yvan Chiffre.

## Filmographie

### Cinéma
- 1957 : Pot-Bouille de Julien Duvivier
- 1958 : Le Bourgeois gentilhomme de Jean Meyer
- 1958 : Le Mariage de Figaro de Jean Meyer
- 1960 : Il suffit d'aimer de Robert Darène
- 1960 : Les Lionceaux de Jacques Bourdon
- 1962 : La Dénonciation de Jacques Doniol-Valcroze
- 1962 : Le Chevalier de Pardaillan de Bernard Borderie
- 1964 : Comment épouser un Premier ministre de Michel Boisrond
- 1973 : La dialectique peut-elle casser des briques ? de René Viénet
- 1964 : La difficulté d'être infidèle de Bernard Toublanc-Michel
- 1974 : L'Agression de Gérard Pirès
- 1977 : L'Hôtel de la plage de Michel Lang
- 1980 : On n'est pas des anges... elles non plus de Michel Lang
- 1981 : Il faut tuer Birgitt Haas de Laurent Heynemann
- 1984 : Le Fou du roi de Yvan Chiffre

### Télévision
- 1963 : Le Théâtre de la jeunesse : Jean Valjean d'après Les Misérables de Victor Hugo, réalisation Alain Boudet : Cosette
- 1965 : L'Examen de passage de Lazare Iglésis
- 1967 : Lagardère de Jean-Pierre Decourt : Aurore de Nevers
- 1968 : Thibaud ou les Croisades
- 1970 : Au théâtre ce soir : Deux fois deux font cinq de Gabriel Arout, mise en scène Pierre Dux, réalisation Pierre Sabbagh, théâtre Marigny
- 1970 : Prune : rôle-titre
- 1973 : Le Jeune Fabre de Cécile Aubry : Julia
- 1973 : Molière pour rire et pour pleurer de Marcel Camus
- 1974 : Paul et Virginie : Madame de la Tour
- 1975: Crise
- 1975 : Marie-Antoinette de Guy Lefranc
- 1976 : Au théâtre ce soir : La Sainte Famille d'André Roussin, mise en scène Georges Vitaly, réalisation Pierre Sabbagh, théâtre Édouard-VII
- 1976 : Le Siècle des Lumières
- 1976 : Les Brigades du Tigre, épisode L'homme à la casquette de Victor Vicas : Henriette
- 1978 : Médecins de nuit de Philippe Lefebvre, épisode Anne : la mère d'Anne
- 1978 : Gaston Phébus, feuilleton télévisé de Bernard Borderie
- 1978 : Les Héritiers : les brus
- 1985 : Rancune tenace d'Emmanuel Fonlladosa
- 1999 : Julie Lescaut, épisode 1 saison 8, Arrêt de travail de Pascal Dallet : la mère de Christine

## Théâtre
- 1958 : Domino de Marcel Achard, mise en scène Jean Meyer, Comédie-Française
- 1958 : Le Malade imaginaire de Molière, mise en scène Robert Manuel, Comédie-Française
- 1960: Le Cardinal d'Espagne d'Henry de Montherlant, mise en scène Jean Mercure, Comédie-Française
- 1960 : Ruy Blas de Victor Hugo, mise en scène Raymond Rouleau, Comédie-Française
- 1964 : L'Étourdi ou les Contretemps de Molière, mise en scène Marc Lamole, Théâtre de l'Ambigu
- 1965 : Le Mariage forcé de Molière, mise en scène Philippine Pascal, Théâtre de l'Ambigu
- 1967 : Intermezzo de Jean Giraudoux, mise en scène Michel Etcheverry, Festival de Bellac
- 1967 : Shéhérazade de Jules Supervielle, mise en scène Jean Rougerie, Théâtre des Mathurins
- 1968 : L'Amour propre de et mise en scène Marc Camoletti, Théâtre Édouard VII
- 1969 : Le Soldat inconnu et sa femme de Peter Ustinov, mise en scène de l'auteur, Théâtre des Ambassadeurs, Théâtre des Célestins
- 1969 : Les Rivaux d'eux-mêmes de Carlo Goldoni, mise en scène Jacques Mauclair, Festivals d'été
- 1970 : L'Avare de Molière, mise en scène Jean Meyer, Théâtre des Célestins
- 1971 : Le Maître de Santiago d'Henry de Montherlant, mise en scène Jean Meyer, Théâtre Montansier, Théâtre des Célestins, tournée Herbert-Karsenty
- 1972 : Rhinocéros d'Eugène Ionesco, mise en scène Guy Lauzin, Théâtre des Célestins
- 1973 : Les Femmes au pouvoir d'Élie-Georges Berreby, mise en scène Christian Chevreuse, Théâtre des Mathurins
- 1973 : Rivaux d'eux-mêmes de Carlo Goldoni, mise en scène Jacques Mauclair, Festival du Marais Théâtre Hébertot
- 1976 : Rivaux d'eux-mêmes de Carlo Goldoni, mise en scène Jacques Mauclair
- 1977 : Les Femmes savantes de Molière, mise en scène Jean Meyer, Théâtre des Célestins
- 1978 : Vingt-neuf degrés à l'ombre de Eugène Labiche, mise en scène Jean Meyer, Théâtre des Célestins
- 1978 : Les Batards de Robert Thomas, mise en scène de l'auteur, Théâtre Daunou
- 1979 : Remarie-moi de Nicole de Buron, mise en scène Michel Roux, Théâtre Daunou
- 1986 : Gog et Magog de Roger McDougall et Ted Allan, mise en scène René Clermont, tournée Herbert-Karsenty
- 1987 : Le Capitaine Fracasse de Théophile Gautier, mise en scène Marcel Maréchal, Théâtre de Paris
- 1999 : Coup de soleil de Marcel Mithois, mise en scène Raymond Acquaviva,   Théâtre des Bouffes Parisiens